# Oliver Jackson-Cohen
Oliver Jackson-Cohen, né le 24 octobre 1986 à Westminster (Londres) est un acteur franco-britannique.

## Biographie
Né à Westminster, un quartier de Londres, Oliver Jackson-Cohen est le fils cadet de Betty Jackson (en), une styliste britannique, et de David Cohen, un homme d'affaires français d'ascendance juive égyptienne et juive tunisienne, décédé en janvier 2020. Il a une sœur aînée, Pascale Jackson-Cohen (née en 1985), qui est joaillère à New York pour Alexis Bittar (en). 
Il a fait ses études au lycée français Charles-de-Gaulle à Londres, tout en suivant des cours à l'école d'arts Youngblood Theatre Company le week-end. Adolescent, il travaillait pour un fleuriste afin de pouvoir se payer ses cours de comédie. Désirant poursuivre ses études supérieures dans les Beaux-Arts, Oliver Jackson-Cohen intègre le Lee Strasberg Theatre and Film Institute à New York, n'ayant pas pu intégrer une école d'art dramatique à Londres. Cependant, au bout de quatre mois de cours, il quitte l'école après qu'on lui ait offert un rôle. 

## Carrière
À quinze ans, il obtient un rôle dans la série télévisée Hollyoaks.
En 2007, il apparaît dans la série The Time of Your Life (en) puis un an plus tard dans un téléfilm de la BBC, Lark Rise To Candleford, ainsi que dans le premier épisode de Bonekickers.
En 2010, il fait ses débuts au cinéma dans les films Trop loin pour toi avec Drew Barrymore et Justin Long et Faster de George Tillman Jr.
En 2012, il joue aux côtés de Cynthia Nixon dans la mini-série Un monde sans fin,, ainsi que dans le film L'Ombre du mal de James McTeigue. L'année suivante, il tourne dans Mr Selfridge avec Jeremy Piven,.
En 2014, il incarne Jacques, duc d'York (le futur roi Jacques II d'Angleterre) dans la mini-série 1666, Londres en flammes aux côtés de Rose Leslie, Jack Huston, Perdita Weeks et Charles Dance.
En 2018, il joue dans la série d'anthologie The Haunting of Hill House.
En 2020, il retrouve Mike Flanagan dans la deuxième saison de la série The Haunting, intitulée The Haunting of Bly Manor. On le retrouve aussi dans le film Invisible Man de Leigh Whannell.
L'année suivante, il joue sous la direction de Maggie Gyllenhaal dans The Lost Daughter.
En 2022, il tourne dans le film historique Mr. Malcolm's List d'Emma Holly Jones et la série Surface avec Gugu Mbatha-Raw.

## Filmographie

### Cinéma

#### Longs métrages
- 2010 : Trop loin pour toi (Going the Distance) de Nanette Burstein : Damon
- 2010 : Faster de George Tillman Jr. : le tueur
- 2011 : Sex List (What’s Your Number ?) de Mark Mylod : Eddie Vogel
- 2012 : L'Ombre du mal (The Raven) de James McTeigue : John Cantrel
- 2016 : Despite the Falling Snow de Shamim Sarif : Misha
- 2017 : The Healer de Paco Arango : Alec Bailey Heacock
- 2020 : Invisible Man (The Invisible Man) de Leigh Whannell : Adrian Griffin
- 2021 : The Lost Daughter de Maggie Gyllenhaal : Toni
- 2022 : Mr. Malcolm's List d'Emma Holly Jones : Lord Cassidy
- 2023 : Emily de Frances O'Connor : William Weightman

### Télévision

#### Séries télévisées
- 2007 : The Time of Your Life (en) : Marcus
- 2008 : Bonekickers : Colm
- 2008 : Lark Rise to Candleford : Phillip White
- 2011 : Will & Kate : Before Happily Ever After  : Prince William
- 2012 : Un monde sans fin (World Without End) : Ralph
- 2013 : Mr Selfridge : Roddy
- 2013 - 2014 : Dracula : Jonathan Harker
- 2014 : 1666, Londres en flammes (The Great Fire) : Jacques, duc d'York
- 2015 : The Secret River : William Thornhill
- 2017 : Emerald City : Lucas / Roan
- 2017 : Man in an Orange Shirt : Michael Berryman
- 2018 : The Haunting of Hill House : Luke Crain
- 2020 : The Haunting of Bly Manor : Peter Quint
- 2022 : Surface : James
- 2023 : Wilderness : Will Taylor